# Callopistria cyanopera
Callopistria cyanopera är en fjärilsart som beskrevs av George Francis Hampson 1911. Callopistria cyanopera ingår i släktet Callopistria och familjen nattflyn. Inga underarter finns listade i Catalogue of Life.